# 藤里まゆみ
藤里 まゆみ（ふじさと まゆみ、1932年2月16日 - ）は、日本の女優。東京府（現：東京都）南豊島郡南千住出身。本名は伊沢 つや子。
1947年、松竹歌劇団入団。男役として活躍し、1951年に幹部となる。1952年、東映に入社。

## 出演作品

### 映画
※特記のないものは東映配給作品
- 夢多き頃（1951年、松竹[1]） - 雲井峰子
- 続続続続 魚河岸の石松 女海賊と戦う（1954年） - 千秋
- 里見八犬伝（1954年） - 犬坂毛野胤智
  - 里見八犬伝 第一部 妖刀村雨丸
  - 里見八犬伝 第二部 芳流閣の龍虎
  - 里見八犬伝 第三部 怪猫乱舞
  - 里見八犬伝 第四部 血盟八剣士
  - 里見八犬伝 完結篇 暁の勝鬨
- 懐しのメロディー（1954年） - 松原昭子
- 三日月童子（1954年） - お蝶
  - 三日月童子 第一篇 剣雲槍ぶすま
  - 三日月童子 第二篇 天馬空を征く
  - 三日月童子 完結篇 万里の魔境
- 竜虎八天狗（1954年） - 道明寺雪乃
  - 竜虎八天狗 第一部 水虎の巻
  - 竜虎八天狗 第二部 火龍の巻
  - 竜虎八天狗 第三部 鳳凰の巻
  - 竜虎八天狗 完結篇 追撃の巻
- さいざんす二刀流（1954年） - おゆき
- 息子の縁談（1955年） - 栗田弓子
- 飛燕空手打ち（1955年）
  - 飛燕空手打ち
  - 飛燕空手打ち 第三篇 月下の龍虎
- 忍術三四郎（1955年） - 川端沙美
- 力闘空手打ち（1955年）
  - 力闘空手打ち
  - 力闘空手打ち 挑戦鬼
  - 力闘空手打ち 復讐の対決
- 東京魔天街（1955年）
- まぼろし怪盗団（1955年） - 花村明美
  - まぼろし怪盗団 第一部 まぼろし怪盗団
  - まぼろし怪盗団 第二部 魔王の蜜使
  - まぼろし怪盗団 第三部 悪魔の王冠
- 電光空手打ち（1956年） - 中里恒子
- 流星空手打ち（1956年） - 中里恒子
- 鼻の六兵衛（1956年） - 茶店の女おかつ
- 無敵の空手! チョップ先生（1956年） - 久子
- 龍巻三四郎（1956年） - 真弓
- 大学の石松（1956年） - お琴
- 笑いの魔術師（1956年） - 君子
- 母孔雀（1956年） - 町子
- 警視庁物語
  - 警視庁物語 追跡七十三時間（1956年） - ドヤの女
  - 警視庁物語 遺留品なし（1959年） - 1号室の女
  - 警視庁物語 深夜便一三〇列車（1960年） - 眼鏡医の女医
  - 警視庁物語 謎の赤電話（1962年） - マダム咲枝
  - 警視庁物語 自供（1964年） - 山本民代
- 純情部隊（1957年） - 豆太郎
- とんちんかん 八百八町（1957年） - お蔦
- 米（1957年） - 田村とめ子
- 不良女学生（1957年） - 順子
- 多情仏心（1957年） - 明子
- 爆音と大地（1957年） - ヨシ
- 逢いたいなァあの人に（1957年） - お恵
- 純愛物語（1957年） - 板谷教官
- おしどり駕篭（1958年） - お春
- 非常線（1958年） - 井草ユリ
- 続一丁目一番地（1958年） - 岡田つね
- 希望の乙女（1958年） - 勝美
- 地獄の午前二時（1958年） - 石橋文子
- 森と湖のまつり（1958年） - 風森ミツ
- 母子草（1959年） - 小野先生
- 台風息子 花形三銃士（1959年） - 久子
- 埠頭の縄張り（1959年） - よし子
- 月光仮面 幽霊党の逆襲（1959年） - おりん
- 静かなる兇弾（1959年） - 加代子
- べらんめえ探偵娘（1959年） - 相川晴江
- 拳銃を磨く男（1959年） - ジェーン・李
- 空港の魔女（1959年） - タクシー運転手のおかみさん
- 青空街道（1960年） - 八ッ目のお千
  - 青空街道
  - 青空街道 完結篇
- 第三の疑惑（1960年） - 清子
- 権三と助十（1960年） - お竹
  - 浪曲権三と助十 ゆうれい駕籠
  - 浪曲権三と助十 呪いの置手紙
- 十七才の逆襲 向う見ずの三日間（1960年） - やすえ
- 男の地平線（1961年） - 広子
- 二人だけの太陽（1961年） - 「梢」のマダム
- 若い涙を吹きとばせ（1961年） - 春子
- 飛ばせ特急便 深夜の脱獄者（1961年） - ゆき
- 故郷は緑なりき（1961年） - 小沢先生
- 東京パトロール 粋な二人のお巡りさん（1961年） - 小野田治子
- 黄色い風土（1961年） - 村田の妻
- 恋愛学校（1962年） - 女給るみ子
- あの空の果てに星はまたたく（1962年） - 谷本咲子
- ギャング対ギャング（1962年） - 信子
- 暗黒街最後の日（1962年） - 母すみ
- こまどり姉妹 未練ごころ（1963年） - 上原喜代
- 馬喰一代（1963年） - はるの
- わが恐喝の人生（1963年） - 由美
- 列車大襲撃（1964年） - 佐倉房枝
- おんな番外地 鎖の牝犬（1965年） - 室井看守
- 軍旗はためく下に（1972年） - 堺上等兵の妻
- 現代やくざ 人斬り与太（1972年） - 谷口かつ子

### テレビドラマ
- コロちゃんの冒険 第2話「断崖の決闘」 - 第4話「激流に挑む」（1959年、NET / 東映）
- 青空街道 前編・後編（東映）
- 新 七色仮面（1960年、NET / 東映）
  - 第6部「毒蜘蛛に手を出すな」
  - 第7部「日本は狙われている」
- コメディー 私売ります 第23話（1960年、NET / 東宝）
- 風雲黒潮丸（1961年 - 1962年、NET） - かえで
- 三菱劇場 / 半七捕物帳 第22話（1962年、NTV）
- 特別機動捜査隊（NET / 東映）
  - 第33話「ボス」（1962年）
  - 第249話「乾いた海」（1966年）
  - 第402話「海は知っている」（1969年）
  - 第419話「夜のシャボン玉」（1969年） - 幾子
  - 第567話「女を棄てた女たち」（1972年） - 房枝
  - 第589話「浅間山慕情」（1973年） - 文子
  - 第739話「あの子が危ない」（1976年） - 文子
  - 第789話「新春 危機一髪」（1977年） - 松木文子
- テレビ指定席（NHK）
  - 銀と青銅の差（1963年）
  - 焼き子の唄（1965年）
- 判決 第60話「仔羊はいつの日帰る」（1963年、NET）
- 浪曲ドラマ / 芝浜の革財布（1963年、NHK）
- 一千万人の劇場 / いやな奴（1964年、CX）
- 土曜日の虎 第1話「影の凶器」（1966年、TBS / 大映テレビ室）
- 愛妻くん 第46話「ホームバー女房」（1967年、TBS / 日活）
- 黒い編笠 第24話「はぐれ鳥」（1969年、ABC / 松竹）
- プレイガールシリーズ（12ch / 東映）
  - プレイガール
    - 第79話「スリラー 浴室の死美人」（1970年） - マダム
    - 第110話「怪談 女の髪が濡れるとき」（1971年） - キク
    - 第139話「男の夢の狂い咲き」（1971年） - 律子

  - プレイガールQ  第32話「女は裸で虚々実々」（1975年） - 小竹和子
- 大忠臣蔵（1971年、NET / 三船プロダクション） - 芸者置屋女将
- 仮面ライダー（1972年、MBS / 東映）
  - 第42話「悪魔の使者 怪奇ハエ男」 - 加納奈津江
  - 第89話「恐怖のペット作戦 ライダーを地獄へおとせ!」 - 大村太郎の母
- さすらいの狼 第8話「木曽路に竜を狙う影」（1972年、NET / 東映）
- 非情のライセンス 第1シリーズ 第31話「兇悪の報酬」（1973年、NET / 東映）
- 新・荒野の素浪人 第3話「狼の挽歌」（1974年、NET / 三船プロダクション）
- 右門捕物帖 第21話「脱走」（1974年、NET / 東映）
- 大盗賊 第9話「同心を警護しろ!」（1974年、CX / 国際放映）
- 新宿警察 第8話「汗まみれの逆転」（1975年、CX / 東映）
- 東芝日曜劇場 / 花さくらんぼ（1984年、TBS / 松竹）